# نوآ کوهن
نوآ کوهن (انگلیسی: Noa Cohen؛ زادهٔ ۳ اوت ۲۰۰۲) بازیگر، مدل و مجری تلویزیون اهل اسرائیل است. او بیشتر برای ایفای نقش مریم باکره در فیلم حماسی مقدس مریم در سال ۲۰۲۴ شناخته شده است.

## اوایل زندگی
کوهن در یک خانوادهٔ یهودی اسرائیلی به دنیا آمد و بزرگ شد، و یک یوگاکار حرفه‌ای است. او با «Starting Over Sanctuary» همکاری می‌کند، یک سازمان غیرانتفاعی اسرائیلی که بر روی ایمنی و سلامت جانوران و حیوانات خانگی تمرکز دارد.

## سوابق شغلی
کوهن برای برندهای مختلف فشن و لوازم آرایشی مدل شده است که از آن‌ها می‌توان به ویت، برند هودی بار رافائلی، لوازم آرایشی اِسمش‌باکس از استه لودر، لوازم آرایشی اِسنس و بنان‌هات اشاره کرد.
کوهن در سال ۲۰۲۴، در نقش مریم باکره در فیلم حماسی مسیحیت مریم به کارگردانی دی جی کاروسو، در کنار ایدو تاکو و سِر آنتونی هاپکینز بازی می‌کند. انتخاب او به عنوان یک زن یهودی-اسرائیلی در رسانه‌های اجتماعی مورد انتقاد قرار گرفت و منتقدان معتقد بودند که این نقش باید به یک بازیگر عرب فلسطینی سپرده می‌شد.